# Комлетинци
Комлетинци су насељено место у саставу града Отока у Вуковарско-сремској жупанији, Република Хрватска.

## Историја
У месту је 1847. године живело мало Срба православних. Пописано је у Комлетинцима и Отоку укупно 193 душе. Две деценије касније тај збир није промењен.
До територијалне реорганизације у Хрватској налазили су се у саставу старе општине Винковци.

## Становништво
На попису становништва 2011. године, Комлетинци су имали 1.649 становника.

## Попис 1991.
На попису становништва 1991. године, насељено место Комлетинци је имало 2.035 становника, следећег националног састава:
| Попис 1991.‍   | Попис 1991.‍  | Попис 1991.‍ | Попис 1991.‍ | Попис 1991.‍ |
| ------------- | ------------ | ----------- | ----------- | ----------- |
|               |              |             |             |             |
| Хрвати        | Хрвати       |             | 1.951       | 95,87%      |
| Словаци       | Словаци      |             | 21          | 1,03%       |
| Албанци       | Албанци      |             | 9           | 0,44%       |
| Срби          | Срби         |             | 5           | 0,24%       |
| Мађари        | Мађари       |             | 2           | 0,09%       |
| Немци         | Немци        |             | 1           | 0,04%       |
| неопредељени  | неопредељени |             | 9           | 0,44%       |
| непознато     | непознато    |             | 37          | 1,81%       |
| укупно: 2.035 |              |             |             |             |

## Спомен-гробље
На крају села, покрај пута према месту Нијемцима, налази се спомен-гробље на коме је сахрањено око 3700 војника Југословенске армије који су погинули на овом подручју током борби на Сремском фронту и након пробоја, од децембра 1944. до априла 1945. године. Аутори гробља су Зденко Колацио и Душан Џамоња. Спомен-гробље је свечано отворено 4. јула 1976. године.